# Pacifički sjeverozapad
Pacifički sjeverozapad regija je sjeverozapadne Sjeverne Amerike na zapadu omeđena Tihim oceanom.
Pri definiranju, u regiju se uvijek uključuju kanadska pokrajina Britanska Kolumbija i američke savezne države Washington i Oregon. Često se uključuju i jugoistočna Aljaska, Idaho, zapadna Montana i najsjeverniji dijelovi Kalifornije.
Najveća metropolitanska područja u regiji su Seattle/Tacoma u Washingtonu gdje je krajem 2000-ih živjelo oko 3.300.000 ljudi; Vancouver, Britanska Kolumbija, s 2,3 milijuna stanovnika; i Portland, Oregon, s 2,2 milijuna stanovnika.